# Michael Oxley
Michael Garver "Mike" Oxley (ur. 11 lutego 1944 w Findlay, zm. 1 stycznia 2016 w McLean) – amerykański polityk, członek Partii Republikańskiej. W latach 1981–2007 przedstawiciel 4. okręgu wyborczego w stanie Ohio do Izby Reprezentantów Stanów Zjednoczonych.

## Życiorys
W 1966 na Miami University otrzymał tytuł bachelor of arts, a w 1969 ukończył studia prawnicze na Ohio State University.
W latach 1969–1972 pracował dla Federal Bureau of Investigation. Wstąpił do Partii Republikańskiej i w okresie 1973-1981 zasiadał z jej ramienia w Izbie Reprezentantów stanu Ohio. 
W 1981 zwyciężył w przedterminowych wyborach do Izby Reprezentantów Stanów Zjednoczonych, przeprowadzonych po śmierci kongresmena Tennysona Guyera. Przez wiele lat zasiadał w komisji finansowej. W 2005 zapowiedział rezygnację z ubiegania się o reelekcję w kolejnych wyborach.
Po zakończeniu działalności politycznej został wiceprezesem NASDAQ i partnerem kancelarii BakerHostetler w Waszyngtonie. Działał także jako lobbysta dla Financial Industry Regulatory Authority. 
W 2006 zdiagnozowano u niego raka płuc. Zmarł 1 stycznia 2016.